# دهستان ژاورود شرقی
دهستان ژاورود شرقی نام دهستانی در بخش مرکزی شهرستان سنندج، استان کردستان در ایران است. براساس سرشماری مرکز آمار ایران در سال ۱۳۸۵، جمعیت آن ۷۷۶۲ نفر (۱۹۱۳ خانوار) بوده‌است.